# Cộng hòa Ural

Quốc kỳ được đề xuất của Cộng hòa Ural.

Cộng hòa Ural (tiếng Nga: Уральская Республика) là một chủ thể không được công nhận của Liên bang Nga tồn tại từ ngày 1 tháng 7 năm 1993 đến ngày 9 tháng 11 năm 1993 trong ranh giới của tỉnh Sverdlovsk. Nước cộng hòa này được thành lập như là kết quả của một cuộc trưng cầu dân ý do Eduard Rossel tổ chức vào ngày 12 tháng 4 năm 1993.
Cộng hòa Ural do một nhóm các chính trị gia địa phương dựng lên mà một người trong số họ tên Anton Bakov, cũng chính là tác giả của dự án về một loại tiền tệ cho nước Cộng hòa này gọi là đồng franc Ural.

## Lịch sử

Vị trí của Cộng hòa Đại Ural.

- Ngày 25 tháng 4 - Vấn đề trao quy chế Cộng hòa cho Tỉnh Sverdlovsk được đệ trình để trưng cầu dân ý.
- Ngày 1 tháng 7 - Hội đồng Vùng Sverdlovsk thông qua quyết định tuyên bố thành lập nước Cộng hòa Ural.
- Ngày 14 tháng 9 - Người đứng đầu các vùng Sverdlovsk, Perm, Chelyabinsk, Orenburg và Kurgan quyết định tham gia phát triển mô hình kinh tế của Cộng hòa Ural trên cơ sở toàn vùng Ural.[4][5] Dự án của thực thể lãnh thổ mới được đặt tên là "Cộng hòa Đại Ural".
- Ngày 27 tháng 10 - Hội đồng Vùng Sverdlovsk thông qua Hiến pháp Cộng hòa Ural. Văn bản Hiến pháp được đăng tại "Tờ báo khu vực".
- Ngày 31 tháng 10 - Hiến pháp của Cộng hòa Ural có hiệu lực.
- Ngày 2 tháng 11 - Eduard Rossel tham gia phiên họp mở rộng của Hội đồng Bộ trưởng Liên bang Nga.[6] Tại cuộc họp này, Tổng thống Nga Boris Yeltsin nói rằng mong muốn nâng cao vị thế của các khu vực là một quá trình tự nhiên và chính phủ nên xem xét điều đó.
- Ngày 5 tháng 11 - Tại cuộc họp báo, Eduard Rossel đã nói về sự hỗ trợ của Yeltsin đối với Cộng hòa Ural và về ý định tiếp tục phát triển nước Cộng hòa.[7][8]
- Ngày 8 tháng 11 - Hội đồng vùng thông báo rằng cuộc bầu cử thống đốc và bầu cử Hội đồng Lập pháp lưỡng viện của Cộng hòa Ural sẽ được tổ chức vào ngày 12 tháng 11.[8][9]
- Ngày 9 tháng 11 - Nghị định của Tổng thống số 1874 về việc giải tán Hội đồng Vùng Sverdlovsk, và sau đó, vào ngày 10 tháng 11 - Nghị định số 1890 về việc sa thải Eduard Rossel. Tất cả các quyết định của họ liên quan đến Cộng hòa Ural đều bị tuyên bố vô hiệu.[10] Valery Trushnikov được bổ nhiệm làm người đứng đầu chính quyền tỉnh Sverdlovsk.